# Pericyma polygrammata
Pericyma polygrammata är en fjärilsart som beskrevs av Embrik Strand 1917. Pericyma polygrammata ingår i släktet Pericyma och familjen nattflyn. Inga underarter finns listade i Catalogue of Life.